# 大沢健夫
大沢 健夫（おおさわ たけお、1951年 - ）は、日本の数学者。名古屋大学名誉教授（大学院多元数理科学研究科）。専攻は、複素解析・多変数関数論、特に複素解析幾何。

## 来歴
富山県生まれ。京都大学理学部卒業、1978年京都大学大学院理学研究科修士課程修了。1981年理学博士。京都大学数理解析研究所助教授を経て、1991年名古屋大学理学部教授、1996年名古屋大学大学院多元数理科学研究科教授、2017年定年退職ののちに名誉教授。
- 1978年 - 中野茂男の予想に取り組む[注釈 1]。
- 1987年 - 有界擬凸領域{\displaystyle \Omega \subset \mathbb {C} ^{n}}と超平面{\displaystyle H}に対して{\displaystyle \Omega \cap H}上の{\displaystyle L^{2}}正則関数はすべて{\displaystyle \Omega }上の{\displaystyle L^{2}}正則関数として拡張可能であることを示した[11]。大沢-竹腰のL2拡張定理（英語版）。
- 1990年 - 国際数学者会議に招待講演者として招聘される[12]。
- 1991年 - Goreski-MacPherson予想の部分的解決[13][14]。
- 2000年 - 日本数学会幾何学賞受賞[15]。
- 2014年 - Stefan Bergman賞受賞[16][17]。

## 著書
- 大沢健夫『寄り道の多い数学』岩波書店〈岩波科学ライブラリー ; 172〉、2010年。ISBN 978-4-00-029572-7。
- 大沢健夫『多変数関数論の建設』現代数学社〈双書・大数学者の数学 ; 12〉、2014年。ISBN 978-4-76-870438-7。
- 大沢健夫『現代複素解析への道標 : レジェンドたちの射程』現代数学社、2017年。ISBN 978-4-7687-0480-6。
- Ohsawa, Takeo (2018). L2 Approaches in Several Complex Variables : Towards the Oka–Cartan Theory with Precise Bounds. Springer Nature. ISBN 978-4-431-56851-3
- 大沢健夫『多変数複素解析』（増補版）岩波書店、2018年。ISBN 978-4-00-006332-6。
- 大沢健夫『関数論外伝 : Bergman核の100年』現代数学社、2022年。ISBN 978-4-76-870592-6。
- 大沢健夫『孫子算経から高木類体論へ : 割算の余りの物語』現代数学社、2023年。ISBN 978-4-7687-0623-7。

## 主な記事・論文
京都大学数理解析研究所発行の『数理解析研究所講究録』に収録されたもののうち、主要なもの。
- 大沢健夫「複素Monge-Ampere方程式の最近の動向 : S.Kotodziejの仕事を中心に(ポテンシャル論とその関連分野)」『数理解析研究所講究録』第1553巻、京都大学数理解析研究所、2007年、66-79頁、hdl:2433/80934、ISSN 18802818。
- 大沢健夫「Bergman核と解析幾何 : ひとつの断章(Bergman核と代数幾何への応用)」『数理解析研究所講究録』第1613巻、京都大学数理解析研究所、2008年、101-115頁、hdl:2433/140090、ISSN 18802818。
- 大沢健夫「非消滅定理と収束定理(Bergman核と代数幾何への応用)」『数理解析研究所講究録』第1613巻、京都大学数理解析研究所、2008年、116-124頁、hdl:2433/140089、ISSN 18802818。
- 大沢健夫「ベルグマン核の種々の安定性について(再生核の応用についての研究)」『数理解析研究所講究録』第1618巻、京都大学数理解析研究所、2008年、1-23頁、hdl:2433/140197、ISSN 18802818。
- 大沢健夫「複素葉層の安定集合の幾何と{\displaystyle {\bar {\partial }}}方程式(葉層の微分幾何とベルグマン核)」『数理解析研究所講究録』第1661巻、京都大学数理解析研究所、2009年、87-98頁、hdl:2433/140964、ISSN 18802818。
- 大沢健夫「リーマン面の塔に沿うベルグマン核の挙動について(ポテンシャル論とベルグマン核)」『数理解析研究所講究録』第1694巻、京都大学数理解析研究所、2010年、35-42頁、hdl:2433/141625、ISSN 18802818。

日本数学会発行の『数学』に収録されたものうち、主要なもの。
- 大沢健夫「完備Kähler多様体と関数論」『数学』第38巻第1号、日本数学会、1986年、15-29頁、doi:10.11429/sugaku1947.38.15、ISSN 0039-470X、NAID 130001550902。
- 大沢健夫「{\displaystyle L^{2}}評価式の複素幾何への応用」『数学』第48巻第2号、日本数学会、1996年5月、142-161頁、doi:10.11429/sugaku1947.48.142、ISSN 0039470X、NAID 10002851581。
- 大沢健夫「多変数関数論の成立からーつの展望まで」『数学』第48巻第4号、日本数学会、1996年、415-418頁、doi:10.11429/sugaku1947.48.415。
- 大沢健夫「{\displaystyle L^{2}}評価式とその幾何学への応用」『数学』第53巻第2号、日本数学会、2001年4月、157-171頁、doi:10.11429/sugaku1947.53.157、ISSN 0039470X、NAID 10007411617。

ケンブリッジ大学出版局発行の『Nagoya Mathematical Journal』に収録されたもののうち、主要なもの。
- Ohsawa, Takeo (2001). “On the extension of {\displaystyle L^{2}} holomorphic functions V-Effects of generalization”. Nagoya Mathematical Journal (Cambridge University Press) 161:  1-21. CRID 1361699996447050112. doi:10.1017/s0027763000022108. ISSN 00277630.